# روي ميتشيل
روي ميتشيل (بالإنجليزية: Roy Mitchell)‏ هو لاعب كرة قاعدة أمريكي، ولد في 19 أبريل 1885 في بيلتون في الولايات المتحدة، وتوفي في 8 سبتمبر 1959 في تمبل في الولايات المتحدة.

## وصلات خارجية
- روي ميتشيل على موقعبيزبول رفرنس.كوم (الدوري الرئيسي) (الإنجليزية)
- روي ميتشيل على موقعبيزبول رفرنس.كوم (الدوري الثانوي) (الإنجليزية)